# Выкраска
Выкраска (выкрас, выкраска лакокрасочных материалов, выкраски) — POS-материалы для демонстрации качественных характеристик и ассортимента лакокрасочных материалов на местах продаж.
Размещается в непосредственной близости к выкладываемой на стеллажах продукции в магазинах, торговых палатках, выставочных стендах, информационных стойках.
Привлекает внимание потенциальных покупателей и помогает сделать оптимальный выбор ЛКМ при покупке.

## Сезонность выкрасок
Выкраски всегда востребованы к началу лакокрасочного сезона. С января — февраля наступает пора закупок у оптовых и розничных покупателей. Возрастают в процентном соотношении по сравнению с другими месяцами заказы на рекламную продукцию. Многие производители ЛКМ стремятся обновить POS-материалы. 
Именно в это время проводятся профильные выставки, оживляются оптовые покупатели.

## Материалы для выкрасок
- Подложка. Для подложки используется кашированный картон толщиной 2—3 мм или высококачественный вспененный ПВХ-пластик толщиной 3 мм — это позволяет придать конструкции жёсткость и долговечность.
- Плашки. Для выкрасов эмалей, лаков, пропиток самый оптимальный вариант — сосновая раскладка. Можно также использовать раскладку из твердых пород дерева (дуб, бук, берёза и др.). Для водных красок, красок по металлу, для крыш, по ржавчине чаще всего используется тонкий пластик толщиной 1 мм. Для фасадных красок применяется белый и цветной пластик 3 мм.
- Уголки. Чаще всего используются для продления срока службы выкраски и придания ей аккуратного эстетического вида.
- Люверсы. Равно как и уголки, не только придают выкраске аккуратный вид, но и подчеркивают так называемый «vip-стиль».